# Kapitol

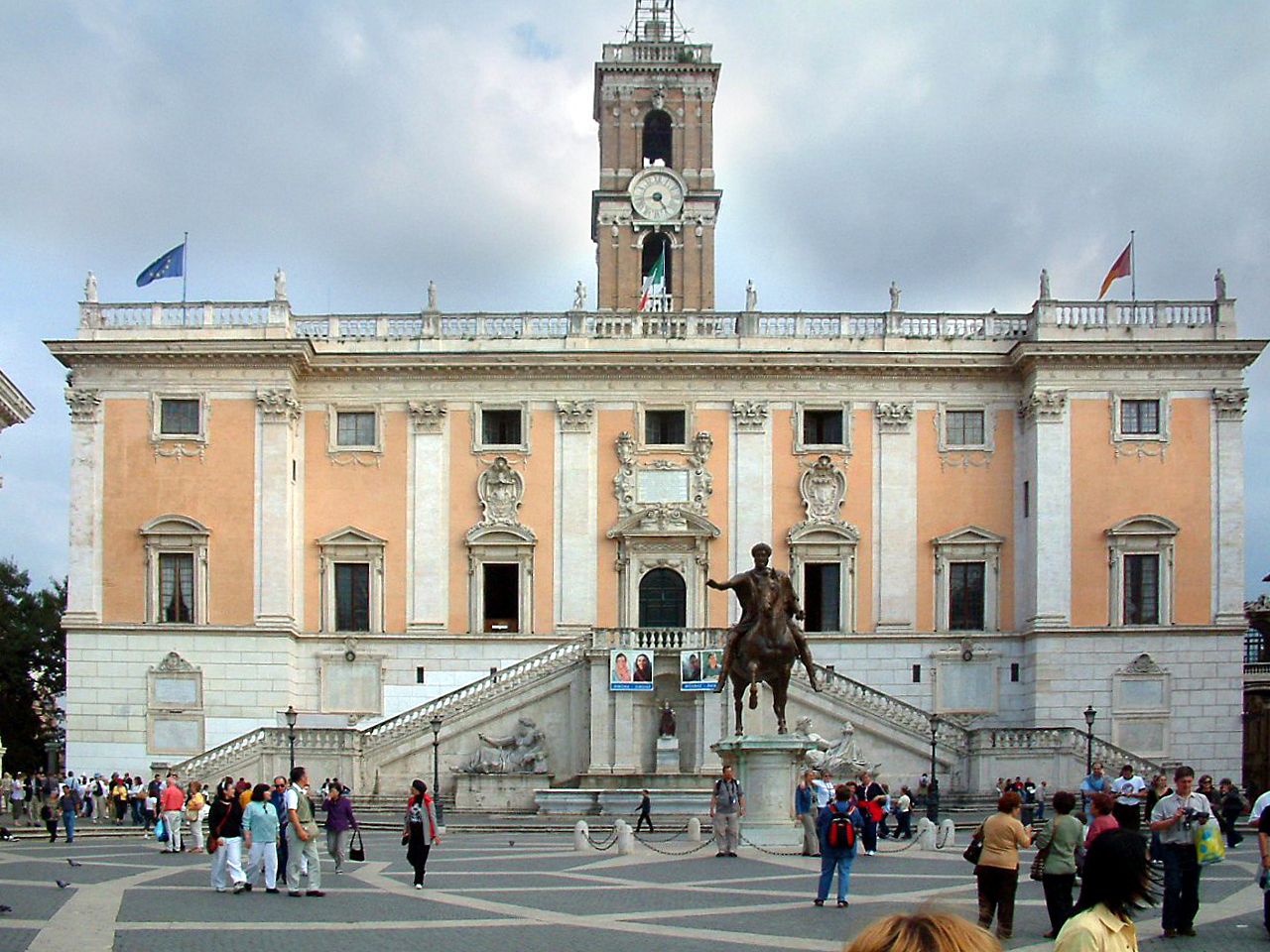
Piazza del Campidoglio z pomnikiem Marka Aureliusza

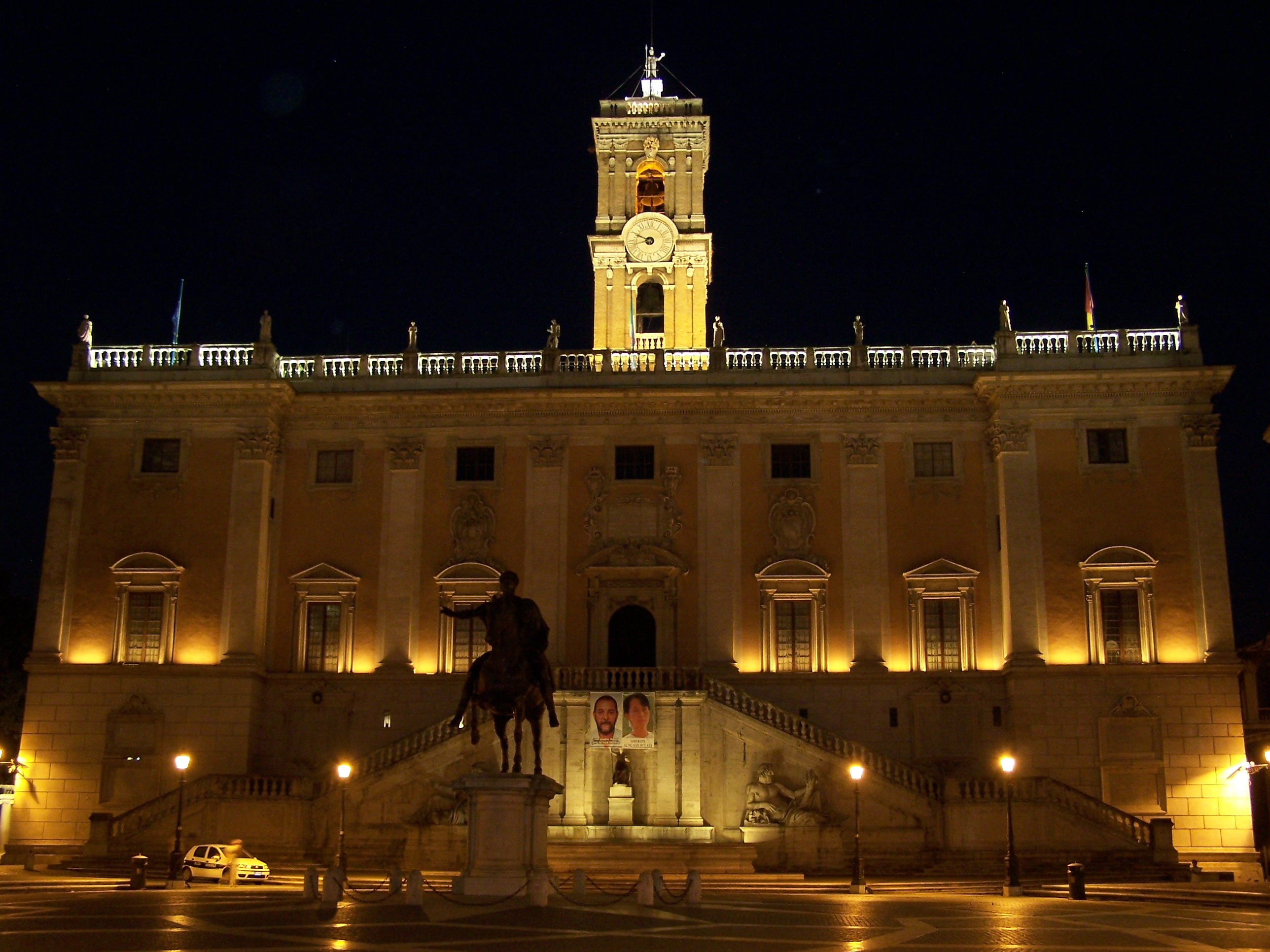
Plac na Kapitolu w nocy

Kapitol (łac. Capitolinus mons, wł. Campidoglio) – wzgórze w Rzymie, położone na północny zachód od Palatynu i Forum Romanum. 
Nazwę tego wzgórza o dwóch wierzchołkach wywodzi się tradycyjnie od czaszki ludzkiej (caput – głowa) odkrytej przy kładzeniu fundamentów pod główną świątynię. Nie należało ono do pierwotnej osady palatyńskiej ani do tzw. Septimontium (miasta siedmiu wzgórz). Według tradycji, po osiedleniu się Latynów na Palatynie, a Sabinów z Cures  (Kwiryci) na Kwirynale, Kapitol został wybrany na miejsce wzniesienia zamku (arx) na wierzchołku północnym oraz głównej świątyni na wierzchołku południowym.

## Starożytna zabudowa
U stóp Kapitolu kończyła się Via Sacra. Od początków Rzymu Kapitol był twierdzą i sanktuarium oraz symbolem miasta. Stała na nim świątynia triady bóstw (Jowisza Kapitolińskiego, Junony i Minerwy), której wzniesienie tradycyjnie przypisywano królowi Tarkwiniuszowi Starszemu. Poświęcenia sanktuarium dokonał jednak dopiero w roku 509 p.n.e. konsul Marcus Horatius. W świątyni przechowywano księgi sybillińskie. Nowo wybrani konsulowie składali w niej ofiary przed objęciem urzędowania, a wodzowie odbywający triumf składali ofiary Jowiszowi. Oprócz głównej świątyni znajdowały się na Kapitolu przybytki innych bóstw: Venus Ericina, bogini Mens, Fides Publica, Junony Monety, Saturna, Izydy, wokół których powstały mniejsze świątynie i ołtarze. U stóp wzgórza, od strony wschodniej, znajdowało się także tabularium (obecnie znajduje się tam Pałac Senatorski), a od strony południowo-wschodniej Skała Tarpejska (saxum Tarpeium) – miejsce straceń w czasach republiki rzymskiej.

## Historia

### Legenda o gęsiach kapitolińskich
Kapitol był jedyną częścią miasta, która w 390 p.n.e. przetrwała najazd Galów z doliny Padu. Najeźdźcy zamierzali zdobyć wzgórze nocą, wybierając najbardziej strome podejście i moment, kiedy obrońcy zmęczeni długotrwałymi walkami i głodem zasnęli. O zbliżaniu się wroga ostrzegły gęsi, ptaki poświęcone bogini Junonie. Odpierając atak obrońcy nie tylko obronili wzgórze, ale wyparli wroga z granic Rzymu. Na pamiątkę tego zdarzenia starożytni Rzymianie obnosili jedną z gęsi w lektyce, natomiast ukarane zostały psy, które zasnęły wraz z ludźmi. Część zabudowań (w tym świątynia Jowisza Kapitolińskiego) spłonęła w 69 r. n.e. podczas wojny domowej Wespazjana z Witeliuszem; odbudowę podjął później Domicjan.

### Średniowiecze
W średniowieczu Kapitol na tyle podupadł, że wypasano na nim owce. W 1143 przeniesiono tam jednak zarząd miejski nowopowstałej "Republiki Rzymskiej". Zbudowano pałac przeznaczony dla obrad senatu, oraz Pałac Konserwatorów (Palazzo dei Conservatori), w którym urządzono siedzibę sądu. Był pierwszą budowlą wzniesioną na Kapitolu, której fasada była skierowana na zachód, a nie w kierunku Forum Romanum.
W miejscu świątyni Junony już w VI wieku zbudowano kościół Santa Maria in Capitolio. W X wieku był w posiadaniu zakonu benedyktynów, którzy obok zbudowali opactwo. W 1250 r. kościół został przebudowany i otrzymał wezwanie Matki Bożej Ołtarza Niebiańskiego. Jest to bazylika podzielona kolumnami ze starożytnych budowli na trzy nawy. Złocony sufit pochodzi z XVI wieku. Znana jest miejscowa figurka Dzieciątka Jezus (Santo Bambino).

### XV wiek
W 1471 papież Sykstus IV podarował Kapitol miastu i umieścił w Pałacu Konserwatorów część zbiorów pochodzących z Pałacu Laterańskiego, dając początek Muzeum Kapitolińskiemu.
Od strony Placu Weneckiego, poprowadzono na wzgórze nowe wejście – 123 stopnie ułożone w strome schody biegnące prosto w kierunku kościoła, które zostało w 1348 r. sfinansowane przez Colę di Rienzi.

### XVI wiek

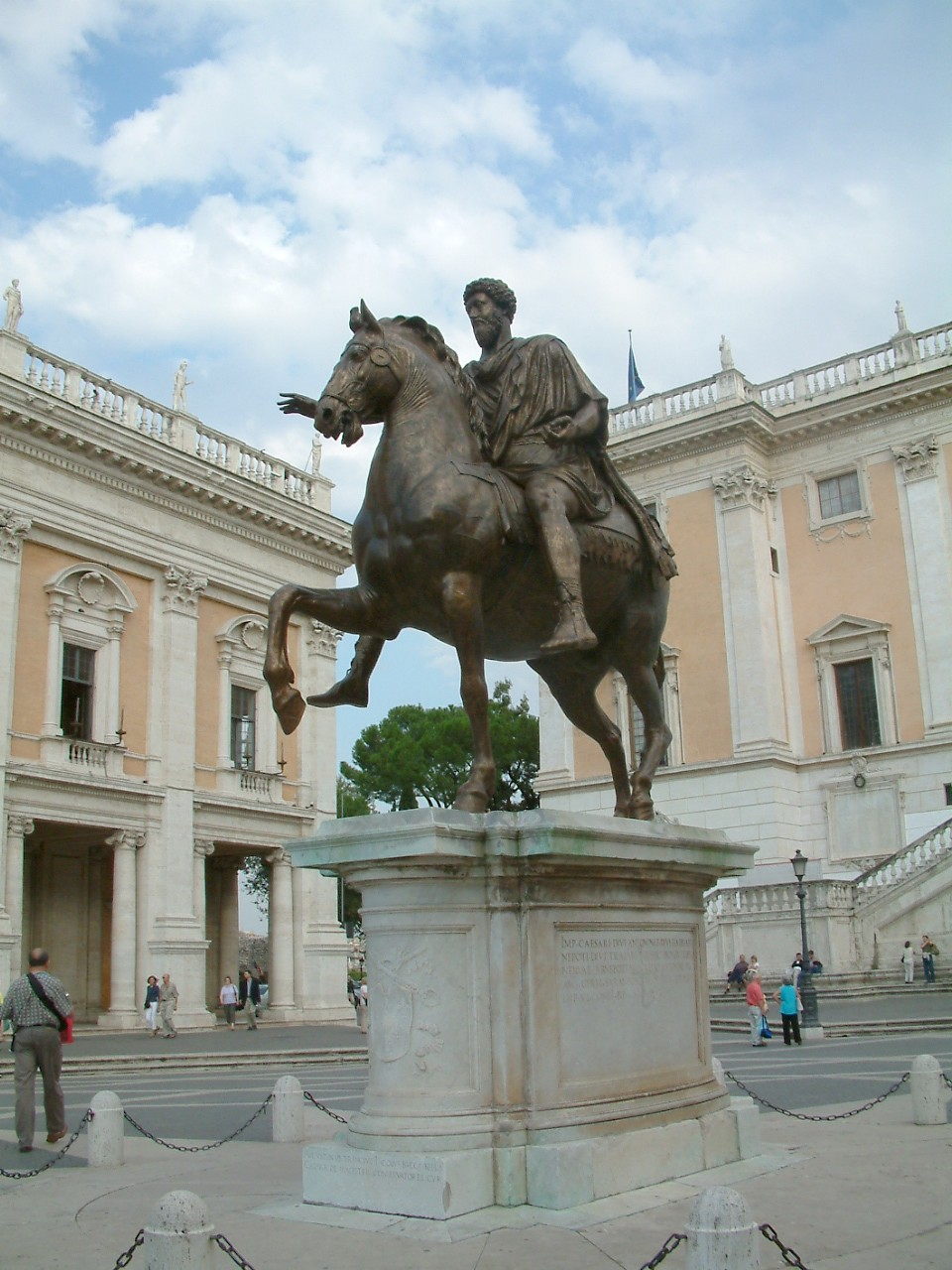
Pomnik Marka Aureliusza

Rozwiązanie urbanistyczne wejścia i całego placu zostało zaprojektowane w 1536 przez Michała Anioła. Plac zyskał bardziej regularny kształt trapezu, ujednolicono elewacje budynków. Rozpoczętą przebudowę kontynuowali po śmierci Michała Anioła, Giacomo della Porta i Girolamo Rainaldi. Prace zakończono dopiero pod koniec XVII wieku, wprowadzając nieco zmian do renesansowych założeń.
Plac wyłożony jest kamienną kostką, której białe kamienie na ciemnym tle tworzą gwiazdę. Pośrodku ustawiono starożytny konny pomnik cesarza Marka Aureliusza.
W roku 1536, na podstawie projektu Michała Anioła, oddane zostało drugie, znacznie łagodniejsze wejście (tzw. Cordonata), prowadzące stopniami zabezpieczonymi renesansową balustradą na plac Kapitoliński (Piazza del Campidoglio). U podnóża schodów stoją dwie rzeźby lwów wykonane z czarnego bazaltu. W połowie podejścia ustawiono pomnik Coli di Rienzi, w 1354 r. zamordowanego w tym miejscu. Na szczycie schodów umieszczono rzeźby przedstawiające mitycznych Dioskurów – Kastora i Polluksa.

### XVII wiek
W XVII wieku, po drugiej stronie Pałacu Senatorskiego stanął budynek Pałacu Nowego (Palazzo Nuovo) zamykający plac od strony północnej.

### XX wiek

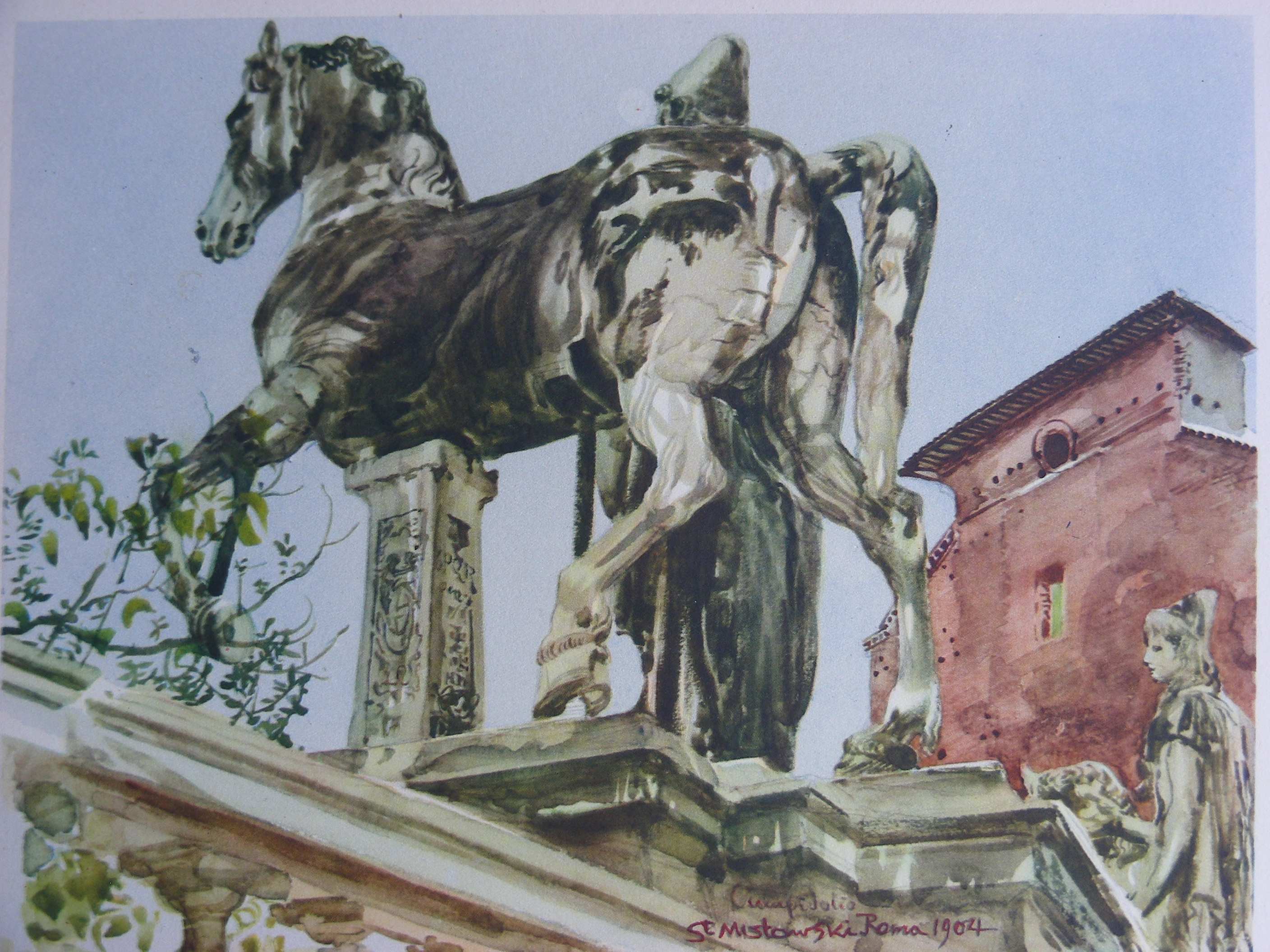
Koń z Kapitolu (akwarela Stanisława Masłowskiego, 1904, Muzeum Narodowe w Warszawie)

W roku 1981 oryginał pomnika Marka Aureliusza przeniesiono do Pałacu Nowego dla przeprowadzenia prac konserwatorskich, a na placu ustawiono jego kopię. Renesansowo-barokowy budynek na wprost schodów to Pałac Senatorski. Do wejścia prowadzą dwa biegi stopni z balustradą złożoną z tralek. W niszy pomiędzy nimi umieszczono posąg Minerwy, obok dwie leżące postacie: personifikację Nilu ze sfinksem – symbol cesarstwa wschodniorzymskiego i Tybru z wilczycą – symbol cesarstwa zachodniorzymskiego. Budowla, nad którą dominuje wieża zegarowa, jest siedzibą Rady Miejskiej.
W pomieszczeniach Pałacu Konserwatorów i Pałacu Nowego mieszczą się Muzea Kapitolińskie. Łączy je niżej położona niżej otwarta galeria, utworzona z pozostałości tabularium. Taras usytuowany za Pałacem Senatorskim stanowi dogodny punkt widokowy na Forum Romanum.

## Naśladownictwa
Ze względu na państwowy charakter kultu Trójcy Kapitolińskiej, dedykowane jej świątynie budowano innych miastach imperium, zazwyczaj na szczycie miejscowego wzniesienia, zwyczajowo z nadaniem mu nazwy Kapitolu. W Italii do miast posiadających takie przybytki należały: Beneventum, Capua, Cosa, Cumae, Falerie, Florentia, Luna, Ostia i Pompeje. W prowincjach były to: Hispalis (Hiszpania), galijskie Tolosa i Augustodunum, panońska Arrabona, a poza Europą: Aelia Capitolina w Palestynie, w Afryce Kartagina, Sufetula, Thugga, Cirta, Lambesis, Madaura, Thamugadi, Volubilis. We wschodnich prowincjach cesarstwa, gdzie kult ten nie był zbyt rozpowszechniony, swe Kapitole miały Korynt i Bizancjum.
Górujące nad miastem Kapitole sytuowano na szczycie wzgórza, a w terenie równinnym – na sztucznie usypanym tarasie (podium), który je zastępował; najczęściej na obrzeżu głównego placu w centrum rzymskiej kolonii. U podstaw tej zasady tkwiła chęć zapewnienia, ażeby bóstwa triady obejmowały protekcją możliwie największy obszar miasta. Wynikało to z pierwotnego przekonania, iż bóstwo skutecznie otacza opieką jedynie obszar w polu swego widzenia. Taras, u którego podstawy znajdował się ołtarz ofiarny, służył równocześnie jako trybuna podczas wystąpień publicznych.  